# Marenco SKYe SH09
Marenco SKYe SH09 — многоцелевой вертолёт, разрабатываемый швейцарской компанией Marenco Swisshelicopter.

## История
Созданная в 2007 году компания Marenco Swisshelicopter представила макет своей первой разработки, вертолёта SKYe SH09, на авиасалоне Heli-Expo 2011 в США. По заявлению представителя компании новая машина нацелена в нишу 2,5-тонных вертолётов, которая, по его словам, в настоящее время заполнена в основном устаревшими моделями, разработанными в 70-х годах. Среди конкурентов были названы вертолёты Aérospatiale AS.350, Bell 206 JR/LR, MD 500 и более современный Eurocopter EC120.
Первый полёт, изначально заявленный на конец 2012 года перенесён на первую половину 2013 года. Для проведения лётных испытаний будет построено три машины, сертификат типа ожидается получить к концу 2014 года. Первые поставки заказчикам ожидаются в 2015 году.
Производство вертолёта будет осуществляться на заводе компании в городе Моллис в Швейцарии и в ЮАР, откуда машины будут поставляться заказчикам из Африки и Азии.

## Конструкция
Основные элементы конструкции выполнены из композитных материалов. Фюзеляж, по словам разработчиков сконструированный с технологиями, применяемыми в Формуле 1, вследствие чего он менее подвержен механическим повреждениям по сравнению с традиционными конструкциями. Пассажирский отсек обеспечивает быструю конвертацию, в зависимости от текущей потребности, в салон на 6 мест; установку медицинского оборудования и носилок; аппаратуру слежения в патрульном варианте. Вертолёт оборудован сдвижными дверями в пассажирском отсеке и открывающимися для пилота и переднего пассажира. Предусмотрена погрузка через задний проём под хвостовой балкой. Так же возможна перевозка грузов на внешней подвеске.
Несущий винт 5-лопастный, безредукторный прямой тяги. Рулевой винт винт заключён в кольцо и имеет 11 лопастей.
На начальном этапе испытаний и производства вертолёт будет оснащён турбовальным двигателем Honeywell HTS900. Позднее будет предложено несколько двигателей на выбор заказчика.

## Предполагаемые лётно-технические характеристики
Источник данных: heli-archive.ch

Технические характеристики
- Экипаж: 1
- Пассажировместимость: 7
- Длина: 10,2 м
- Диаметр несущего винта: 11 м

- Диаметр рулевого винта: 1,2 м

- Высота:
- Масса пустого: 1300 кг
- Максимальная взлётная масса: 2650 кг (2800 кг с грузом на внешней подвеске)
- Силовая установка: 1 × ТВаД Honeywell HTS900
- Мощность двигателей: 1 × 820 л.с. (максимальная)

Лётные характеристики
- Крейсерская скорость: 270 км/ч